# Rödkindad guan
Rödkindad guan (Penelope dabbenei) är en fågel i familjen trädhöns inom ordningen hönsfåglar.

## Utbredning
Den förekommer i fuktiga områden i Anderna i sydöstra Bolivia och nordvästligaste Argentina.

## Status
IUCN kategoriserar arten som livskraftig.

## Namn
Fågelns vetenskapliga artnamn hedrar Roberto Raúl Dabbene (1864-1938), italienskfödd argentinsk ornitolog.